# Muscolo estensore lungo delle dita
Nell'anatomia umana il muscolo estensore lungo delle dita è un muscolo che fa parte dei muscoli anteriori della gamba.

## Origine ed inserzione

Si ritrova fra il muscolo tibiale anteriore e il muscolo peroneo lungo. Lungo e piatto è il più laterale della regione. Origina dal condilo laterale della tibia, dalla faccia mediale della fibula e dalla membrana interossea. Il tendine terminale si divide in due capi: uno laterale ed uno mediale. All'uscita dal retinacolo degli estensori si portano sul dorso del piede ove si dividono ulteriormente. Ogni tendine si divide in tre linguette che poi convergono alla base della falange distale.

## Azione
Estende le ultime quattro dita del piede a livello della metatarso-falangea collaborando con i muscoli lombricali del piede. Coopera nello spostamento del baricentro in avanti nella deambulazione.